# Gralha-de-bico-amarelo
A gralha-de-bico-amarelo (Pyrrhocorax graculus) é uma ave da família Corvidae (corvos)

## Características
- Comprimento: 37 a 38 cm
- Envergadura: 75 a 79 cm
- Peso: 170 a 245 g
- Longevidade: 11 anos

## Distribuição
Pode ser encontrada nas zonas alpinas e subalpinas. Estando presente desde o norte de Espanha, Alpes, Apeninos e Península Balcânica até ao Irão, Afeganistão e Himalaias. Também se encontra presente na zona das Montanhas do Atlas.

## Habitat
As gralhas-de-bico-amarelo são aves de alta montanha, vivendo a altitudes que podem variar entre os 3000 e 4000 metros. No entanto no Inverno, migram para zonas de menor altitude, onde o inverno é menos rigoroso. Nos Alpes, estas aves são características das zonas de pinheiros-anões e são mais frequentes que a gralha-de-bico-vermelho.

## Reprodução

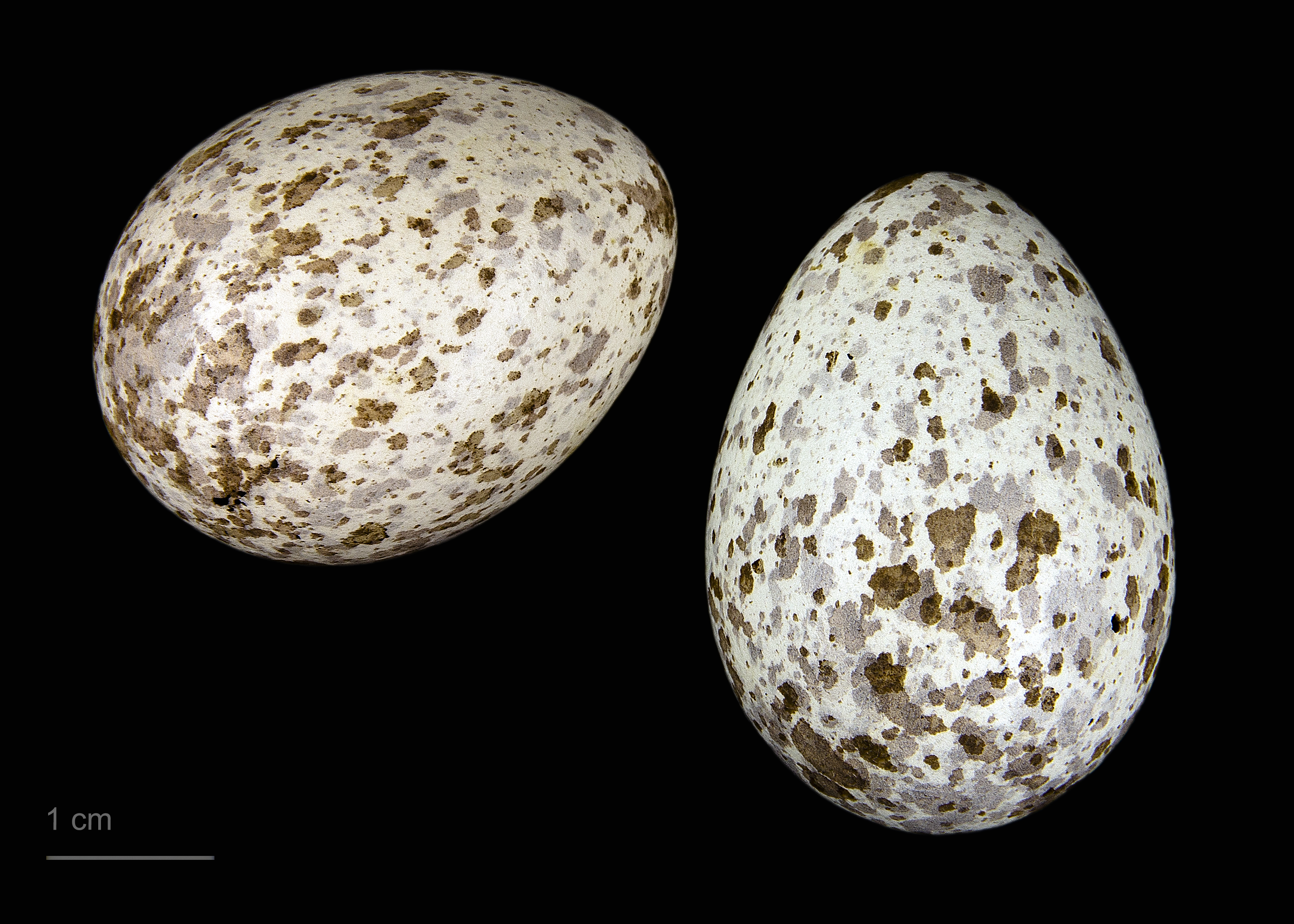
Pyrrhocorax graculus graculus - (MHNT)

Estas gralhas vivem em acasalamento permanente, nidificando em pequenas colónias. Os ninhos estão situados em nichos protegidos de rochas. São formados de paredes grossas construídas com ramos, raízes e revestidos de penas e materiais que permitem fazer frente ao duro clima da alta montanha.
A postura é de 3 a 5 ovos e ocorre durante os meses de Abril, Maio ou Junho. A incubação é assegurada exclusivamente pela fêmea durante os 18 a 19 dias que dura o período de choco. Os filhotes são alimentados por ambos os pais e abandonam o ninho com aproximadamente 30 a 35 dias de idade.

## Alimentação
A gralha-de-bico-amarela é uma ave onívora, alimentando-se praticamente de tudo.
Da sua dieta fazem parte insectos, aranhas, caracóis, frutas, bagas e cadáveres de outros animais.

## Galeria

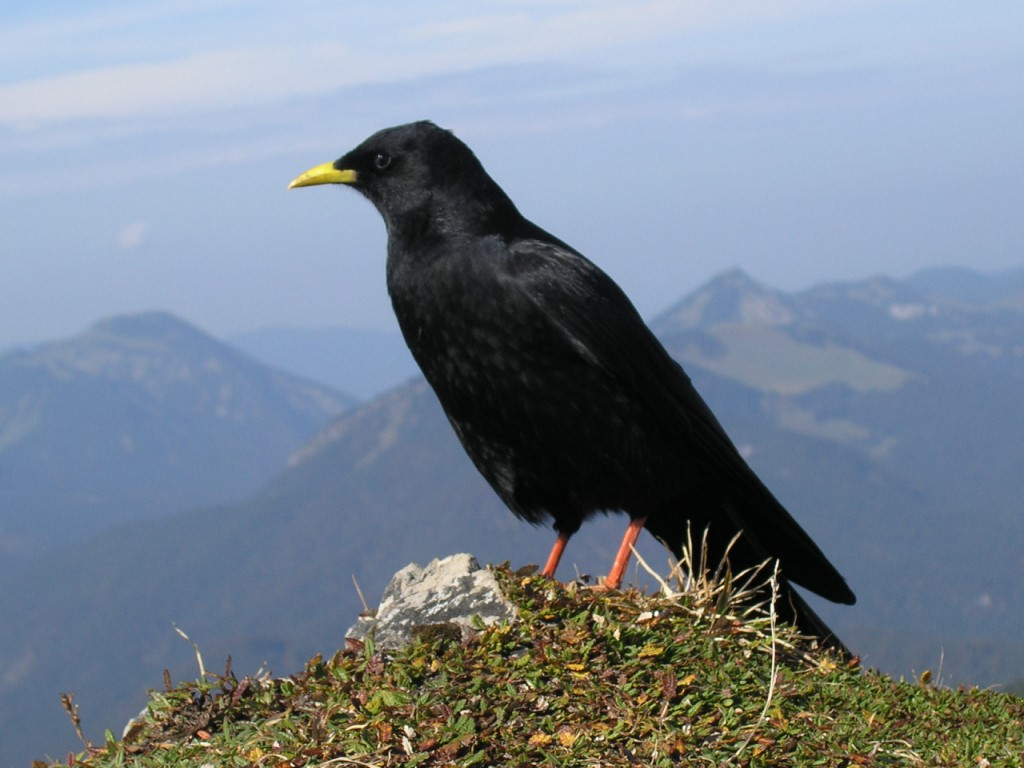

## Subespécies
- P. graculus graculus
- P. graculus digitatus
- P. graculus forsythi